# ノーサンプトンの戦い (1460年)
ノーサンプトンの戦い（Battle of Northampton）は、薔薇戦争中の戦闘であり、1460年7月10日に行われた。

## 戦闘の経緯
前年の1459年10月12日に行われたラドフォード橋の戦いにおける大敗北で、ヨーク派は既に絶えたように思われた。何人かのヨーク派の司令官（ソールズベリー伯リチャード・ネヴィルと息子のウォリック伯リチャード・ネヴィル、マーチ伯エドワード・プランタジネット）は、11月2日にデヴォンを経てカレーに逃れ、ウォリック伯はそこで叔父のフォーコンバーグ卿ウィリアム・ネヴィルに会った。一方、マーチ伯の父でヨーク派首領のヨーク公リチャード・プランタジネットと次男でマーチ伯の弟のラットランド伯エドマンド・プランタジネットは、ウェールズへ逃れた後比較的安全なアイルランドに撤退した。
その頃イングランドでは、ランカスター派がヨーク派逃走の機を捉え、議会を招集して彼らを私権剥奪に処して徹底的に弾劾、官職を取り上げて別人を任命して討伐隊を派遣した。ウィルトシャ―伯ジェームズ・バトラーはヨーク公の官職だったアイルランド総督に任命され、サマセット公ヘンリー・ボーフォートはウォリック伯が保持していたカレー総督となった。しかし新しい総督に対し、アイルランド人はヨーク公の引渡しを拒否し、カレーは堅く城門を閉じたためヨーク派の掃討はいずれも成功しなかった。
ランカスター派はサマセット公にカレー討伐の軍を与えたが、カレーを討伐するにはまずドーバー海峡を渡らなければならないため、艦隊の建設が南東のケント州のサンドウィッチで始められた。ところが艦隊の建造が済んで間もない1460年初め、ウォリック伯はサンドウィッチを襲撃して艦隊を強奪した。サマセット公は報復としてカレー付近に遠征軍の一部を派遣したが成果を上げられず、逆にヨーク派へ寝返る者が現れ足元が揺らぎ始めた。ウォリック伯は5月にもドーバー海峡を渡っており、この時には建造中の艦隊を破壊している。
ウォリック伯はサンドウィッチにフォーコンバーグ卿と軍の一部を残しておいた。来るべきイングランド侵攻時の橋頭堡の役を務めるためである。そして6月26日、ウォリック伯・ソールズベリー伯とマーチ伯は2,000の兵と共にサンドウィッチに上陸した。ちょうどこの時、ランカスター派の国王ヘンリー6世と王妃マーガレットも小規模な軍をつれてロンドン北西のコヴェントリーにいた。ウォリック伯はこれを急襲するべく、7月2日に2～30,000の兵を連れてロンドンに入った。
ヨーク派が市民に迎えられ孤立したロンドンのランカスター派守備隊はスケールズ卿が守るロンドン塔に籠って抵抗したがロンドンは実質的にヨーク派が掌握、ランカスター派撃破のためウォリック伯はフォーコンバーグ卿・マーチ伯と共に北西へ出撃、ソールズベリー伯はロンドン塔包囲のため残った。ランカスター派も南下して7月10日に両軍はノーサンプトン郊外で対峙した。

## 戦闘の経過
先に戦場に到着していた国王軍はノーサンプトンにネーネー川を背にして防御的な陣を敷いた。これは戦術的に危険だったが、塹壕を掘り杭や大量の野戦砲も配備して防御を固め、10,000～15,000の強兵を揃えていた。一方、ヨーク派は豪雨の中の行軍で兵士が疲弊していた。
接近する間に、ウォリック伯は自分の代理としてヘンリー6世と交渉するために使者を送った。だがランカスター派指揮官のバッキンガム公ハンフリー・スタッフォードは「ウォリック伯は国王の面前には出て来る事はない。来ようとすれば、彼が死ぬだけだ」と答えた。ウォリック伯はノーサンプトンへの前進の間、2度も国王への取次ぎを拒否されている。一度など「2時には私は、国王と話をしているか死んでいるかだ」とも取れるメッセージを送っている。
2時、ヨーク派は進軍を開始した。左翼をフォーコンバーグ卿、右翼をマーチ伯、中央をウォリック伯が率いて縦列で進軍したが、打ち付ける激しい雨のため、思うように進軍できなかった。ランカスター派に接近した時、ウォリック伯に激しい矢の雨が降り注いだ。運の良いことに、ランカスター派の大砲は雨で役に立たなくなっていたのだった。
ウォリック伯がランカスター派の右翼側面に着いたとき、グレイ卿の指揮する部隊がヨーク派に寝返った。グレイ卿の軍は武器を放棄し、ヨーク派を本陣まで導いた。それはランカスター派にとっては、致命的ともいえる一撃であった。この後、戦いは30分ほど続いたが、陣を守る事も出来なくなったランカスター派の防衛軍は、ヨーク派の攻撃に撹乱されて隊列も維持できない状態で戦場から離脱した。
バッキンガム公、シュルーズベリー伯ジョン・タルボット、イグレモント卿、ボーモン卿らはヘンリー6世をヨーク派から守るため、王のテントをかばって戦死した。この戦いで約300人のランカスター兵が殺されヘンリー6世は捕らえられ、再びヨーク派の操り人形となった。ロンドン塔に残った守備隊も降伏、スケールズは逃亡に失敗して群衆に殺害され、ヨーク派が優位に立った。しかし、マーガレット王妃は戦場から離脱してウェールズに逃れ、そこで抵抗を続けた上、10月に議会でヨーク公が王位を要求したが受け入れられず、完全な決着がつかないまま両派の戦闘は継続していった。